# Mack David
Mack David (* 5. Juli 1912 in New York City, New York; † 30. Dezember 1993 in Rancho Mirage, Kalifornien) war ein US-amerikanischer Liedtexter und Komponist von Filmmusik und derjenige, der am häufigsten für den Oscar für den besten Song nominiert war, ohne diesen jemals zu erhalten.

## Biografie
David studierte nach dem Schulbesuch an der Cornell University sowie Rechtswissenschaft an der Law School der St. John’s University.
1934 wurde er Mitglied der American Society of Composers, Authors and Publishers (ASCAP) und schuf als Komponist und Liedtexter die Musik für fast 200 Filme und Fernsehserien. Er arbeitete dabei mit Jerry Livingston, Al Hoffman, Alex Kramer, Joan Whitney, Frankie Carle, Count Basie, Burt Bacharach, Ernest Gold, Elmer Bernstein, Frank De Vol und Henry Mancini zusammen.
Zu seinen bekanntesten Liedern gehören Oh, Oh, What Do You Know About Love?, Just a Kid Named Joe, On the Isle of May, Bermuda Buggyride, Falling Leaves, A Sinner Kissed an Angel, It's Love, Love, Love, Lili Marlene, I'm Just a Lucky So-And-So, Candy, Spellbound, Chi-Baba Chi-Baba, At a Candlelight Cafe, Sunflower, La Vie en Rose, A Dream Is a Wish Your Heart Makes, I Don't Care If the Sun Don't Shine, It Only Hurts for a Little While, I Like It, I Like It, The Call of the Faraway Hills, My Own True Love, Baby It’s You, So This Is Love, The Unbirthday Song, The Willow, Room for One More, Take Me, It’s a Mad Mad Mad Mad World sowie Young Emotions.
Bei der Oscarverleihung 1951 war er neben A. Hoffman und J. Livingston erstmals für den Oscar für den besten Song nominiert für „Bibbidy-Bobbidi-Boo“ aus dem Zeichentrickfilm Cinderella (1950). Weitere Nominierungen in dieser Kategorie waren 1960 mit J. Livingston für „The Hanging Tree“ aus Der Galgenbaum (1959), wofür er 1959 für einen Laurel Award für den besten Song nominiert war, 1962 mit H. Mancini für „Bachelor in Paradise“ aus Junggeselle im Paradies (1961), das ebenfalls für den Laurel Award nominiert war, 1963 mit E. Bernstein für „Walk on the Wild Side“ aus Auf glühendem Pflaster (1962) sowie 1964 mit E. Gold für „It's a Mad Mad Mad Mad World“ aus Eine total, total verrückte Welt (1963). Hierfür erhielt er 1964 mit dem Golden Laurel Award seinen einzigen Preis.
Danach war er wiederum für den Oscar für den besten Song nominiert und zwar 1965 mit F. De Vol für „Hush...Hush, Sweet Charlotte“ aus dem Film Wiegenlied für eine Leiche (1965), das den 3. Platz bei der Laurel Award-Verleihung 1964 erhielt, 1966 mit J. Livingston für „The Ballad of Cat Ballou“ aus Cat Ballou – Hängen sollst du in Wyoming (1965), das nicht nur den 2. Platz beim Laurel Award 1965 erhielt, sondern auch für den Golden Globe Award für den besten Filmsong nominiert war.
Seine letzte Nominierung für einen Oscar für den besten Song erhielt er bei der 1967 mit E. Bernstein für den Song „My Wishing Doll“ aus dem Film Hawaii (1966). Auch hierfür erhielt er den zweiten Platz bei der Laurel Award-Verleihung 1967.
Mack David, der auch die Musik zu Fernsehserien wie Lawman (1962) und 77 Sunset Strip (1964) schuf, war der ältere Bruder des Songtexters Hal David und arbeitete im Laufe seiner Karriere mit Filmregisseuren wie Delmer Daves, Jack Arnold, Stanley Kramer, Robert Aldrich, Elliot Silverstein, George Roy Hill, Clyde Geronimi, Wilfred Jackson und Edward Dmytryk zusammen.
1975 wurde er für seine Verdienste in der US-amerikanischen Musik in die Songwriters Hall of Fame aufgenommen.

## Filmografie (Auswahl)
- 1952: Schrecken der Division (Jumping Jacks)